# وليام سيسيل (بارون بورغلي الأول)
وليام سيسيل, أو اللورد بيرغلي فيما بعد, (13 سبتمبر 1520م - 4 أغسطس 1598م) كان رجل دولة إنجليزي وكبير مستشارين الملكة إليزابيث الأولى في معظم فترة حكمها. تولى وليام سيسيل منصب وزير خارجية مرتين (1550–1553م و 1558-1572م). كان والد روبرت سيسيل، إيرل سالزبوري الأول ومؤسس سلالة سيسيل (مركيز إكستر وسالزبوري) ، هو مؤسس سلالة سيسيل التي ينتمي إليها عدد كبير من السياسيين منهم اثنين رؤساء وزراء.
في عام 1587 أقنع سيسيل الملكة إليزابيث الأولى بإعدام ماري الكاثوليكية الرومانية، ملكة اسكتلندا بعد تورطها في مؤامرة لاغتيال إليزابيث.

## روابط خارجية
- وليام سيسيل، بارون بورغلي الأول على موقع الموسوعة البريطانية (الإنجليزية)
- وليام سيسيل، بارون بورغلي الأول على موقع إن إن دي بي (الإنجليزية)